# Денмарк (река)
Де́нмарк (англ. Denmark River) — река на юге Западной Австралии.
Река берёт начало в районе природного заказника Pardelup и впадает в бухту Уилсон Большого Австралийского залива. Длина реки — 60 км, имеет притоки, в том числе два небольших ручья. На реке построена дамба.
Своё английское название река получила от Т. Брейдвуда-Вилсона в честь врача А. Денмарка. С языка же местных аборигенов название Koorrabup переводится как «Место чёрных валлаби».
Как и у многих других австралийских рек разработка земель её бассейна привела к значительному росту солёности её воды, однако с 2004 года наблюдается постепенное улучшение ситуации, и считается, что вскоре река вновь сможет стать источником пресной питьевой воды.